# Przemyśl első ostroma
Przemyśl első ostroma 1914. szeptember 17-én kezdődött meg az Orosz Birodalom által.

## Előzmények
A második lembergi csata után az osztrák–magyar hadsereg új hadrendben állt fel mégpedig, hogy balszárnyával Krakkóra, jobbszárnyával pedig Przemyśl erősségére támaszkodott. Ezt az állást annak érdekében vette fel a Monarchia, hogy nyugodtan bevárhassa a német csapatokat, akikkel közös hadműveletre készült. Később a jobbszárnyon Prezmyślben állomásozó sereget nyugatabbra küldték, a balszárnyon harcolók tehermentesítésére. A Lembergnél (szeptember 6-án) majd Rawa Ruskánál (szeptember 11-én) elszenvedett vereség után az osztrák legfelső parancsnokság szeptember 12-én parancsot adott a 2., 3., és 4. hadseregnek a San vonalához való visszavonulásra Przemyślen keresztül. Az erőd azt a feladatot kapta, hogy felfogja az orosz támadásokat és biztosítsa az osztrák–magyar hadak visszavonulását.

## Az erőd állapota
Az első világháború kitörése napján a külső gyűrű kerülete 45 km hosszú volt és 17 főbb erődítményből, illetve nagyobb bunkerből állt. Ezen kívül 14 állandó ágyúállás, állandó futóárok és 2 állandó gyalogsági bázis volt.
A belső védelmi rendszer 21 erődítményből állt. A háború kitörésének napján az erődben 128 ezer fős helyőrség, 14,5 ezer ló, 1022 ágyú és 4 ezer kocsi volt. Az előkészületek hiányosságai (a pénzügyi problémák mellett) az építés túl hosszú ciklusára és az építkezési munkák gyakori megszakítására voltak visszavezethetők. A „mindenfajta lövedékkel szembeni ellenállás”-ra mindössze 12 erődöt értékeltek, a többiek csak az egyes gránátok becsapódása ellen védtek.
További biztosítást jelentettek a drótakadályok, az aknamezők és a gyalogság elleni árkok. Tekintettel ezeknek a biztosításoknak a rossz állapotára, 1914. augusztus 14-18 között 27 ezer munkás kezdte meg kiküszöbölni a hiányosságokat és a hézagokat, hozzáépítve többek között 7 közbenső üteget, 24 bunkert, fedett árkot és vonalat a gyalogságnak, 200 új działobitni. több ezer kilométer futóárkot ástak és új aknamezőket telepítettek. kiegészítésül 714 ágyút, 52 tarackot, 95 mozsarat és 72 géppuskát szállítottak Przemyślbe. A harcok megkezdése után a legénység létszáma kb. 131 ezer főre, a lovak száma 21 ezer darabra nőtt. De ez mind szinte hiába volt, mert az ágyúk nagy része nem felelt meg a kor vívmányainak, illetve rendkívül kevés volt a géppuska.

## Az ostrom

### Az erőd körülzárása
Kuzmanek Hermann, az erőd parancsnoka első lépésként eltávolíttatott minden megbízhatatlan elemet a várból. Szeptember 17-én pedig elrendelte mindazoknak az eltávolítását, akik nem tudták igazolni, hogy a maguk számára legalább három hónapra elegendő élelemmel rendelkeznek. Az erőd körül elterülő területet láthatóvá kellett tenni, ezért Kuzmanek parancsára a környező erdőket kiirtották. A felszabaduló területen rengeteg drótsövényt, farkasvermet, aknát és egyéb csapdát helyeztek el. Az erőd mind egészségügyi, mind katonai szempontból megfelelőnek tűnt, több hónapra elegendő élelemmel és több kórházzal rendelkezett. Bár az oroszok szoros gyűrűt vontak köréje, az erősségben levők teljességgel mégsem voltak elzárva a külvilágtól, mert távíró útján állandóan érintkezhettek a főhadiszállással és a német marconi állomásokkal.
Az orosz csapatok megérkeztek az erőd alá és szoros gyűrűt vontak a védelmi állások köré. Dimitrijev tábornok, az orosz hadsereg vezetője, megpróbálkozott harc nélkül elfoglalni a várat, ezért levelet írt Kuzmaneknak, amelyben a vár átadásáról akart tárgyalni vele. Az erőd parancsnokának válasza mindössze néhány szóból állt: „Parancsnok Úr! Méltóságomon alulinak tartom, hogy szégyenletes föltevésére érdemleges választ adjak. A przemysli vár parancsnoka.” Az orosz parancsnok a választ megkapva azonnal rohamra indította csapatait.

### Orosz rohamok
Az ostrom 1914. szeptember 17-én kezdődött. 91 800 orosz katona vett benne részt, 133 tiszt vezetése alatt. A rohamot Scserbacsov tárbornok vezette. Október 3-án megtámadták az erőd keleti részét, vagyis a XIV Hurko, a XV. Borek, a IV. Optyń, a I/2. Bykow, a I/3. Pleszowice, a I/4. Maruszka Las, a I/5. Popowice, és az I/6. Dziewięczyce erődöt. Az I/1. Łysiczka erődön kívül egyiket sem sikerült bevenni, melybe az oroszoknak ugyan sikerült behatolni, ám hamarosan kikergették őket a védők. Kuzmanek a vár parancsnoka későbbi visszaemlékezésében részletesen beszámolt az ostromról. Állítása szerint mikor néhány orosz zászlóalj bejutott, az erőd kapuját már csak néhány elszánt honvéd védte, akik a romok és a még ép bunkerek lőrésein keresztül tüzeltek az ellenségre. Ekkor parancsot adott az erőd tüzérségének, hogy a kapu és a rés előtti területét vegyék tűz alá, megakadályozva ezzel az oroszok beözönlését. Telefonálni akart a szomszédos erőd tüzérségének, ám ekkor a legtöbb erődöt összekötő telefonvonalak már megsemmisültek.
Október 8-án második rohamra került sor észak felől a Xa. Pruchnicka Droga, XIa. Cegielnia, XI. Duńkowiczki és XII. Żurawica erődöknél. Az oroszoknak még a lövészárkokig sem sikerült eljutniuk, azonban rettenetes veszteségeik voltak.

### Eredmény
Az első ostrom 1914. október 10-én ért véget az orosz sereg vereségével. Az orosz oldalon a veszteség körülbelül 10 ezer halott, sebesült és eltűnt volt. A védők vesztesége mintegy 3–4 ezer halott volt. Svetozar Borojević tábornok később ünnepélyesen bevonult az ostromnak sikeresen ellenálló erődítménybe.

## Lásd még
- Első világháború
- Keleti front